# 仲田步夢
仲田步夢（1993年8月15日—）是一位日本女子足球運動員，效力於INAC神戶雌獅，位置中場。日本山梨縣山梨市出身，常盤木學園高校畢業。暱稱あゆ。

## 經歷
小學一年級時開始接觸足球，直到中學畢業仍然不斷學習，還加入父親所指導的球隊幸運SC女子隊。2009年進入常盤木學園高校，這高中三年期間常盤木學園高校成績優異，獲得2009年及2011年的全國高校女子足球選手權大會冠軍，2010年、2011年L聯賽挑戰聯賽東區冠軍。之後陸續入選各年齡別國家隊，並參加千里達及托巴哥所舉辦的2010年U17女子世界盃，她出賽5場，最終日本U-17獲得亞軍。
2012年，高校畢業後加盟INAC神戶雌獅。3月15日，在日韓女子聯賽冠軍錦標賽面對高陽大教Noonnoppi首次上陣。6月23日，聯賽盃對上福岡J・錨攻入首個正式比賽的進球。

## 成績
| 球隊           | 賽季     | 聯賽 | 聯賽 | 盃賽 | 盃賽 | 聯賽盃 | 聯賽盃 | 總計 | 總計 |
| 球隊           | 賽季     | 出賽 | 進球 | 出賽 | 進球 | 出賽   | 進球   | 出賽 | 進球 |
| -------------- | -------- | ---- | ---- | ---- | ---- | ------ | ------ | ---- | ---- |
| 常盤木學園高校 | 2009     | -    | -    | 3    | 0    | -      | -      | 3    | 0    |
| 常盤木學園高校 | 2010     | 9    | 9    | 4    | 0    | -      | -      | 13   | 9    |
| 常盤木學園高校 | 2011     | 13   | 9    | 2    | 0    | -      | -      | 15   | 9    |
| INAC神戶雌獅   | 2012     |      |      |      |      |        |        |      |      |
| INAC神戶雌獅   | 總計     | 22   | 18   | 9    | 0    | 0      | 0      | 31   | 18   |
| 生涯總計       | 生涯總計 | 22   | 18   | 9    | 0    | 0      | 0      | 31   | 18   |

## 榮譽
球隊
- 常盤木學園高等學校
  - 全國高校女子足球選手權大會：2次（2009年、2011年）
  - L聯賽挑戰聯賽東區冠軍：2次（2010年、2011年）

- INAC神戶雌獅
  - 日韓女子聯賽冠軍錦標賽：1次（2012年）

- 日本U-19
  - 亞足聯U19女子青年錦標賽：1次（2011年）

## 國家隊生涯
- 日本女子U-15
- 日本女子U-16
- 日本女子U-17
- 日本女子U-19
- 日本女子U-20

## 個人
- 興趣是聽音樂、購物。
- 崇拜的偶像是AKB48，最喜歡渡邊麻友。
- 國家隊背號為6號。INAC神戶雌獅背號為13號。

## 演出
體育節目
- SPORTS X（2012年6月2日、6月9日, BS朝日）

單元「夢想應援!情熱運動員」登場

## 外部連結
- 仲田歩夢|INAC神戸レオネッサ （页面存档备份，存于）
- 仲田步夢 – FIFA國際賽競賽紀錄 (存檔)